# Zoommeer
Het Zoommeer is een zoetwatermeer in het oosten van Zeeland. Het meer is gelegen ten zuiden van Tholen en ten westen van Bergen op Zoom, op de plaats van het verdronken land van Reimerswaal. Een gebied van 1053 ha staat op de Natura 2000 lijst.
Het Zoommeer is ontstaan door de aanleg van de Oesterdam en de Markiezaatskade en maakt deel uit van de Schelde-Rijnverbinding, een getijdenvrije scheepvaartsverbinding tussen Haven van Antwerpen en Haven van Rotterdam en ook Duitsland en verder met een vaarweg die bruikbaar is tot CEMT-klasse VIb. Via het Schelde-Rijnkanaal staat het meer in rechtstreekse verbinding met het Krammer/Volkerak.

De Theodorushaven in Bergen op Zoom is bereikbaar voor schepen tot CEMT-klasse V via de Burgemeester Peterssluis. Aan de westzijde is de Bergse Diepsluis of Bergsediepsluis waarmee er een CEMT-klasse 0 vaarweg met de Oosterschelde is.
De algemene waterkwaliteit van het Zoommeer is al jaren problematisch vanwege de groei van blauwalg.

## Scheiding van zoet en zout water
Het is van belang dat het zoete water in het meer van goede kwaliteit is. Ten eerste omdat veel watersporters het gebied bezoeken. Ten tweede omdat de zoetwateraanvoerroute die achter de Oesterdam is aangelegd een grote rol speelt in de watervoorziening van de omgeving. De aanvoer van voornamelijk Rijnwater kan in droge periodes worden aangesproken, terwijl het in natte periodes dient als opvangbassin voor overtollig oppervlaktewater uit het westelijke deel van Noord-Brabant.
Het is echter niet eenvoudig om het water van het Zoommeer ook daadwerkelijk zoet te houden. Op verschillende plaatsen kan zout water binnendringen: via de Kreekraksluizen, de Bergse Diepsluis en de Krammersluizen in de Philipsdam. Deze sluizen beschikken over een ingenieus systeem dat zout en zoet water van elkaar kan scheiden. Toch kan niet worden voorkomen dat zout water in het Volkerak en het Zoommeer terechtkomt, o.a. door zoute kwel.
Omdat het meer voor de Deltawerken onder invloed van eb en vloed stond, vormen de voormalige stroomgeulen de diepste delen die het hele jaar door zout water bevatten. Om het zoute water in de bovenste lagen zoet te houden wordt zoet Rijnwater gebruikt om door te spoelen via een spuikanaal en een spuisluis richting de Westerschelde bij Bath.